# Zersenay Tadese
Zersenay Tadese (* 8. února 1982, Mendefera) je eritrejský atlet, běžec, jehož specializací jsou dlouhé tratě a silniční závody.
Na letních olympijských hrách v Athénách 2004 vybojoval bronzovou medaili v závodě na 10 000 metrů. Na poloviční trati doběhl ve finále sedmý v čase 13:24,31. O rok později skončil šestý (10 000 m) na mistrovství světa v Helsinkách. Na následujícím světovém šampionátu v Ósace 2007 doběhl v čase 27:21,37 těsně pod stupni vítězů, čtvrtý. V roce 2008 reprezentoval na olympiádě v Pekingu, kde se umístil na desetikilometrové trati na pátém místě. O rok později získal stříbrnou medaili (10 000 m) na mistrovství světa v Berlíně, když ve finále nestačil jen na Etiopana Kenenisu Bekeleho.
Čtyřikrát v řadě se stal mistrem světa v půlmaratonu. Prozatím poslední titul získal v Birminghamu v roce 2009. Na této trati také 21. 3. 2010 překonal v Lisabonu světový rekord časem 58:23 minuty. Ten vydržel až do října 2018, kdy ho překonal o pět vteřin Keňan Abraham Kiptum.

## Osobní rekordy
- 20 000 m (silnice) – 55:21 min (2010)  (Současný světový rekord)